# Nonnenfließ
Das Nonnenfließ ist ein Fluss im nordöstlichen Brandenburg und ein rechtsseitiger Zufluss der Schwärze. Es ist ungefähr elf Kilometer lang und hat ein Einzugsgebiet von etwa 89 Quadratkilometern.
Über Schwärze und Finowkanal gehört das Nonnenfließ zum Einzugsgebiet der Oder. Es ist nur minimal durch kommunale Abwässer belastet und unterliegt keiner wirtschaftlichen Nutzung mehr. Sein Wasser ist mäßig belastet.

## Verlauf
Das Nonnenfließ entspringt südlich von Tuchen, einem Ortsteil von Breydin im Landkreis Barnim, und behält bis zur Mündung eine grob nördliche Fließrichtung. Es fließt an der ehemaligen Neuen Mühle vorbei, nimmt bei der ehemaligen Schönholzer Mühle rechtsseitig den Trampegraben auf und fließt zwei Kilometer vor der Mündung am Liesenkreuz vorbei, wo ihm der Brennengraben zufließt. Im Eberswalder Ortsteil Spechthausen vereinigt sich das Nonnenfließ mit der Schwärze. Seit dem 17. Jahrhundert ist der Zusammenfluss beider Gewässer zu einem Mühlteich angestaut.

## Geomorphologie
Das Nonnenfließ entstand vor etwa 15.000 Jahren. Es fließt durch eine Schmelzwasserrinne, die zum Ende der Weichseleiszeit entstand, und entspringt in einem Bruchwald- und Moorgebiet. Der tiefe Einschnitt des Nonnenfließes in die Hochebene des Barnim sorgt für eine fast mittelgebirgsartige Landschaft.
Das Fließ mäandriert stark und weist typische Prall- und Gleithänge sowie Quellmoore auf. Abschnitte mit hohen Fließgeschwindigkeiten und sandigem oder kiesigem Untergrund sorgen für einen hohen Sauerstoffgehalt und einen starken Selbstreinigungseffekt. Das Nonnenfließ gehört zum Gewässertyp sand- und lehmgeprägter Tieflandfluss.

## Flora und Fauna
Durch Geomorphologie und Wasserqualität sind Fauna und Flora sowohl im Gewässer als auch im Umfeld sehr artenreich. Im Nonnenfließ finden sich seltene Fischarten wie Groppe, Bachneunauge und Steinbeißer. Das Tal des Nonnenfließes ist eines der wenigen brandenburgischen Standorte des Wald-Bingelkrauts oder der Ährigen Teufelskralle. Man findet hier seltene Vögel, wie Waldschnepfe und Hohltaube.

## Schutzgebiete
Das Nonnenfließ wurde erstmals 1977 unter Schutz gestellt. 1996 entstand das Naturschutzgebiet „Nonnenfließ-Schwärzetal“. Es ist eingebettet in das Landschaftsschutzgebiet Barnimer Heide und in den Naturpark Barnim.

## Menschliche Einflüsse
Spuren früherer Nutzung sind teilweise noch vorhanden. Alte künstliche Fließhindernisse wie Staubauwerke und Steinschütten an früheren Mühlen und Fischteichen werden nach und nach beseitigt, um den Fluss vollständig passierbar zu machen. Als aufwändigstes Problem gilt die Umgehung des Höhensturzes an der ehemaligen Papierfabrik in Spechthausen. Die Maßnahmen sollen Strukturreichtum und Artenvielfalt weiter erhöhen. Zudem wird ein thematischer Rundweg erstellt.

## Trivia
Nach einer Sage soll am Fließ ein Nonnenkloster gestanden haben, das bei einer Flut in die Tiefe gerissen wurde. Die einzige überlebende Nonne errichtete ein Kreuz an einer Stelle, die bis heute Eliesenkreuz oder Liesenkreuz heißt. Nach ihr soll das Nonnenfließ benannt sein.